# 주디 덴치
주디 덴치(영어: Dame Judi Dench, CH, DBE, 1934년 12월 9일 ~ ) 여사는 영국의 배우이다. 영국에서 가장 유명한 배우 중 하나로, 1957년 이후 영화와 텔레비전에 50년 넘게 출연하며 활동하고 있다.
영국 아카데미상(BAFTA) 10회 수상을 비롯해, 세계 여러 주요 시상식에서의 수상 경력이 있다.

## 출연 작품
- 007 골든 아이
- 007 네버 다이
- 007 언리미티드
- 007 어나더데이
- 007 카지노 로얄
- 007 퀀텀 오브 솔러스
- 007 스카이폴
- 리딕: 헬리온 최후의 빛
- 셰익스피어 인 러브
- 오만과 편견
- 초콜렛
- 제인 에어 - 페어팩스 부인 역
- 빅토리아 & 압둘 - 빅토리아 여왕 역
- 오리엔트 특급 살인 - 드라고미로프 공작부인 역
- 튤립 피버 - 우루술라의 수녀원장 역
- 레드 조안
- 캣츠 - 올드 듀터러노미 역
- 아르테미스 파울
- 블라이스 스피릿 - 마담 아르카티 역
- 벨파스트

## 서훈
- 1970년 대영 제국 훈장 4등급(OBE)[3]
- 1988년 대영 제국 훈장 2등급(DBE, 작위급 훈장)[1]
- 2005년 컴패니언 오브 아너(CH; Order of the Companions of Honour)[4]